# Ocean’s Twelve – Eggyel nő a tét
Az Ocean’s Twelve – Eggyel nő a tét (eredeti cím: Ocean’s Twelve) 2004-ben bemutatott amerikai bűnügyi filmvígjáték, a 2001-es Ocean’s Eleven – Tripla vagy semmi folytatása. Elődjéhez hasonlóan Steven Soderbergh rendezte, George Clooney, Julia Roberts, Brad Pitt és Matt Damon főszereplésével.
Magyarországon 2004. december 23-án mutatták be. Az első film volt az Amerikai Egyesült Államokban, melyet kizárólag nyelvezete miatt nem soroltak korhatár nélküli filmnek. A harmadik részt 2007-ben mutatták be, Ocean’s Thirteen – A játszma folytatódik címmel.

## Cselekmény
Az első részben lezajlott kaszinórablás óta eltelt némi idő. Danny és Tess Ocean éppen egy nagy, új házba költözik, amikor Terry Benedict megjelenik. Rájött, hogy Ocean és csapata volt az, aki kirabolta a kaszinóját. Megfenyegeti Oceant, és két héten belül vissza akarja kapni az ellopott 160 millió dollárt kamatokkal együtt, annak ellenére, hogy a biztosító társaság rendezte a követelését.
A pénzgyűjtés érdekében Ocean és csapata - Saul Bloom kivételével, aki élvezni akarja nyugdíjas éveit - Európába utazik; az Egyesült Államokban „túl forró lett számukra a talaj”. Amszterdamban a világ legrégebbi részvényeit tervezik ellopni. Valaki azonban megelőzi őket: François Toulour, más néven az „Éjszakai Róka”, egy francia mestertolvaj, aki a legendás mestertolvaj, Gaspar LeMarc tanítványa. Fogadásra kényszeríti Oceant: ha Oceannak és csapatának sikerül ellopnia egy Fabergé-tojást egy római múzeumból, Toulour átvállalja az adósságot Benedict felé.
Az Europol egyik ügynöke, Isabel Lahiri vadászik Ocean csoportjára. Eléggé elszánt ahhoz, hogy a nyomozás érdekében ellopja Ryan mobiltelefonját, és még egy Europol-nyomtatványt is hamisít Rómában, hogy teljes támogatást kapjon a helyi rendőrségtől. Kockázatos akciója kifizetődik - sikerül letartóztatnia Ocean csapatának néhány tagját. Az egyre szűkülő idő szorításában a megmaradtak Tess Oceant hívják segítségül. Ki kell használnia Julia Robertshez való hasonlóságát, el kell terelnie a múzeumőrök figyelmét, és így sikeresen teljesíteni a feladatot, még egy csökkentett létszámú csapattal is. Bár váratlanul segítséget kapnak Saul Bloomtól, ez a kísérlet kudarcba fullad, és őket is letartóztatják.
Ocean csoportjának tagjait egy határozott hölgynek adják át, aki Lahiri osztályvezetőjeként tevékenykedik. Kiderül, hogy az események fő tervezője Toulour mentora, LeMarc, aki ügyesen kihasználja az érintettek erősségeit és gyengeségeit. Először is kiderül, hogy a részlegvezető Caldwell édesanyja, aki segít a csapatnak az Egyesült Államokba menekülni. Ezután Ryan rábeszéli Lahirit, hogy kísérje el az apjához, a halottnak hitt LeMarchoz. Tess és Danny Ocean felkeresi Toulourt, hogy követelje a fogadási tartozást. Mert bár Toulour úgy véli, hogy az első római éjszakán ellopta a Fabergé-tojást, ezzel csak egy másolat került a kezébe; Ocean csapata már Párizsból Rómába menet megszerezte az igazi tojást, LeMarc nyomai nyomán, és a további lopási kísérletek csak figyelemelterelésnek bizonyultak. A tojás LeMarchoz kerül a csapat támogatásáért - és tényleges megmentéséért - cserébe.
LeMarc így személyes kockázat nélkül visszaszerezte a lányát, és birtokába jutott a Fabergé-tojásnak. Toulour fogait összeszorítva rendezi fogadási tartozását. Amikor Benedict átveszi a csekket Reuben Tishkofftól, Toulour takarítónak álcázva figyeli őket.

## Szereplők
| Szereplő                      | Színész              | Magyar hang          |
| ----------------------------- | -------------------- | -------------------- |
| Danny Ocean                   | George Clooney       | Szabó Sipos Barnabás |
| Rusty Ryan                    | Brad Pitt            | Selmeczi Roland      |
| Linus Caldwell                | Matt Damon           | Stohl András         |
| Tess Ocean                    | Julia Roberts        | Tóth Enikő           |
| Isabel Lahiri                 | Catherine Zeta-Jones | Kéri Kitty           |
| François Toulour („Éji róka”) | Vincent Cassel       | Viczián Ottó         |
| Terry Benedict                | Andy García          | Dörner György        |
| Frank Catton                  | Bernie Mac           | Gesztesi Károly      |
| Reuben Tishkoff               | Elliott Gould        | Helyey László        |
| Turk Malloy                   | Scott Caan           | Király Attila        |
| Virgil Malloy                 | Casey Affleck        | Simonyi Balázs       |
| Livingston Dell               | Eddie Jemison        | Görög László         |
| Basher Tarr („Robbantós”)     | Don Cheadle          | Takátsy Péter        |
| Saul Bloom                    | Carl Reiner          | Velenczey István     |
| Yen                           | Shaobo Qin           | (eredeti nyelven)    |
| Gaspar LeMarque               | Albert Finney        | Kránitz Lajos        |
| Roman Nagel                   | Eddie Izzard         | Kapácsy Miklós       |
| Molly Star (Mrs. Caldwell)    | Cherry Jones         | Kocsis Mariann       |
| Matsui                        | Robbie Coltrane      | Faragó András        |
| van der Woude                 | Jeroen Krabbé        | (néma szerep)        |
| Pincér a férfiklubban         | Craig Susser         | Katona Zoltán        |
| Tenyérjós                     | Nerissa Tedesco      | Illyés Mari          |
| Banktisztviselő               | Ed Kross             | Dolmány Attila       |
| Johan                         | Johan Widerberg      | Seder Gábor          |
| Paul                          | Jeroen Willems       | Czvetkó Sándor       |
| Paul társa                    | Chris Tates          |                      |
| Saul neje                     | Candice Azzara       | Várnagy Katalin      |
| Giordano felügyelő            | Mattia Sbragia       | Pálfai Péter         |
| Hoteligazgató                 | Luciano Miele        | Katona Zoltán        |
| Topher Grace                  | Topher Grace         | Nagy Ervin           |
| Bruce Willis                  | Bruce Willis         | Szakácsi Sándor      |

## Fordítás
- Ez a szócikk részben vagy egészben  az   Ocean’s 12 című német Wikipédia-szócikk fordításán alapul.  Az eredeti cikk szerkesztőit annak laptörténete sorolja fel. Ez a jelzés csupán a megfogalmazás eredetét és a szerzői jogokat jelzi, nem szolgál a cikkben szereplő információk forrásmegjelöléseként.